# Кальви (озеро)
Кальви — пресноводное озеро на территории Ледмозерского сельского поселения Муезерского района Республики Карелии.

## Общие сведения
Площадь озера — 1 км². Располагается на высоте 144,2 метров над уровнем моря.
Форма озера продолговатая: оно вытянуто с северо-запада на юго-восток. Берега каменисто-песчаные, преимущественно возвышенные.
С юго-западной стороны в Кальви впадает протока, вытекающая из Хижозера. Из северо-западной оконечности Кальви вытекает ручей Херпуз, впадающий с правого берега в реку Чирко-Кемь.
Код объекта в государственном водном реестре — 02020000911102000005650.